# Symbolon
Symbola (σύμβολα, Singular: Symbolon) waren bei den antiken Griechen  Berechtigungs-, Eintritts- oder Erkennungsmarken sowie Spiel- und Zählmarken. Sie entsprachen damit den römischen Tesserae.
In Athen wurde sie als Teilnahmemarken für die Volksversammlungen und die Gerichtsverhandlungen benutzt und waren als solche Anrechtsmarken auf finanzielle Entschädigung. Symbolon bezeichnete auch die Aufenthaltsgenehmigung für vorübergehend im Land lebende Fremde (Xenoi, genauer parepidēmúntes παρεπιδημοῦντες).
Unter Privatpersonen war es Zeichen der Gastfreundschaft. Ein Tonring, der in der Mitte durchgebrochen wurde, diente dazu, sich durch Aneinanderpassen der Hälften wiederzuerkennen. Bei den Römern wurde eine solche Freundschaftsmarke tessera hospitalitatis genannt. Auf diesen Brauch bezieht sich der Ausdruck „jeder sucht seine Hälfte“ in Platons Symposion.
Im übertragenen Sinn waren Symbola jede Form von Erkennungszeichen, Parole etc. sowie sinnliche Zeichen für einen Begriff, daher Symbol.